# Яннік Бонер
Яннік Бонер (фр. Yannick Bonheur; *18 травня 1982, Іврі-сюр-Сен, Іль-де-Франс, Франція) — французький фігурист, що виступала в у парному спортивному фігурному катанні в парі з Ванессою Джеймс, з якою є чемпіоном Франції з фігурного катання 2010 року, учасником інших престижних міжнародних змагань з фігурного катання, починаючи від сезону 2008/2009, зокрема 2009 року пара замкнула чільну європейську 10-ку, а 2010 року посіла 7-ме місце на ЧЄ з фігурного катання.
Раніше, у період 2003—07 Яннік виступав з Мерилін Пла й з нею тричі ставав чемпіоном Франції та брав участь у різноманітних міжнародних стартах, в тому числі і у ХХ Зимовій Олімпіаді (Турин, 2006).

## Кар'єра
Першою партнеркою Янніка була Люсі Стаделман, з якою вони завоювали бронзові медалі на Чемпіонаті Франції з фігурного катання 2002 року.
Від 2002 року спортсмен встав у пару з Мерилін Пла, і ця співпраця тривала до 2007 року. За цей час пара тричі поспіль ставала чемпіонами Франції (2005—07), а найкращими їх результатами на Чемпіонатах Європи стало 6-те місце 2006 року, на світовій першості з фігурного катання — 13-ті місця 2005 і 2006 року. Серію Гран-Прі сезону 2006/2007 пара пропустила через травму партнера.
Починаючи від сезону 2008/2009 Яннік Боньор катається з колишньою британською одиночницею Ванессою Джеймс, представляючи на міжнародному рівні Францію. Так, на Чемпіонаті Європи з фігурного катання 2009 року пара замкнула чільну десятку, а на світовій першості того ж року фінішувала 12-тою, що є непоганим результатом для дебютантів. Крім того, 12-е місце на Чемпіонаті світу забезпечило для Франції одну олімпійську ліцензцію з фігурного катання в турнірі спортивних пар у Ванкувері (2010). У цьому ж сезоні як найсильніша французька спортивна пара Джеймс/Боньор узяли участь у першому в історії командному Чемпіонаті світу з фігурного катання, де посіли 5-те місце з 6-ти можливих.
Джеймс і Боньор уперше здобули першість на Чемпіонаті Франції з фігурного катання 2010 року, а після отримання Ванессою в грудні 2009 року французького громадянства пара Джеймс/Боньор отримала право представляти Францію на XXI Зимовій Олімпіаді (Ванкувер, 2010), де на олімпійському турнірі спортивних пар показала 14-й результат (із 20-ти пар-учасників).

## Спортивні досягнення
(з Ванессою Джеймс)
| Сезони/Змагання                               | 2008/2009 | 2009/2010 |
| --------------------------------------------- | --------- | --------- |
| Зимові Олімпійські ігри                       |           | 14        |
| Чемпіонати світу з фігурного катання          | 12        |           |
| Чемпіонати Європи з фігурного катання         | 10        | 7         |
| Чемпіонати Франції з фігурного катання        | WD        | 1         |
| Турніри: «French Masters»                     | 2         |           |
| Етапи Гран-Прі: «Cup of China»                |           | 8         |
| Етапи Гран-Прі: «Trophee Eric Bompard»        | 7         | 8         |
| Турніри: «Nebelhorn Trophy»                   |           | 6         |
| Командний Чемпіонат світу з фігурного катання | 5/4*      |           |

- WD = знялися зі змагань
- * — місце в особистому заліку/командне місце

(з Мерилін Пла)
| Сезони/Змагання                                    | 2002/2003 | 2003/2004 | 2004/2005 | 2005/2006 | 2006/2007 |
| -------------------------------------------------- | --------- | --------- | --------- | --------- | --------- |
| Зимові Олімпійські ігри                            |           |           |           | 14        |           |
| Чемпіонати світу з фігурного катання               |           |           | 13        | 13        | 14        |
| Чемпіонати Європи з фігурного катання              |           | 8         | 7         | 6         | 8         |
| Чемпіонати світу з фігурного катання серед юніорів | 14        |           |           |           |           |
| Чемпіонати Франції з фігурного катання             | 3         | 2         | 1         | 1         | 1         |
| Етапи Гран-Прі: «Trophee Eric Bompard»             |           | 8         | 7         | 9         |           |
| Етапи Гран-Прі: «Skate America»                    |           | 10        |           | 8         |           |
| Етапи Гран-Прі: «Cup of China»                     |           |           | 8         |           |           |
| Меморіал Карла Шефера                              |           |           |           | 4         |           |